# 中泉子芒硝湖
中泉子芒硝湖也称中泉子盐湖，是一个位于中国内蒙古自治区阿拉善盟阿拉善右旗东南部、雅布赖镇巴音诺日社区（原莎日台苏木）以北的盐湖，现已干涸，无明显水面。湖面高程1235米，长8.4千米，最大宽3.2千米，平均宽2.38千米，面积20平方千米。盐湖地处巴丹吉林沙漠与腾格里沙漠交汇处雅布赖山南麓的半封闭沙漠盆地内，补给水源主要来自山区的洪水及基岩裂隙水补给。盐湖富芒硝和石盐资源。湖滨有多家化工企业利用盐湖资源进行生产。